# Sottrup Sogn
Sottrup Sogn (deutsch Satrup) ist eine Kirchspielsgemeinde (dän.: Sogn)  in Nordschleswig im südlichen Dänemark. Bis 1970 gehörte sie zur Harde Nybøl Herred im damaligen Aabenraa-Sønderborg Amt, danach zur Sundeved Kommune im damaligen Sønderjyllands Amt, die im Zuge der Kommunalreform zum 1. Januar 2007 in der „neuen“  Sønderborg Kommune in der Region Syddanmark aufgegangen ist.
Im Kirchspiel leben 1997 Einwohner, davon 1442 in Vester Sottrup (Stand:1. Januar 2023).